# Baramulla
|  | Per a altres significats, vegeu «districte de Baramulla». |

Baramulla o Baramula — बारामुल en hindi— és una ciutat capital del districte de Baramulla (el més gran de la vall en superfície i població) a la part administrada per l'Índia del Caixmir. Té una població de 61.941 habitants (2001) que eren 5.866 habitants el 1901. El nom deriva del sànscrit Varahamula (वराहमूल). És a la riba del riu Jhelum que forma un delta a la sortida de la ciutat. La ciutat fou destruïda per un terratrèmol el 1885. A l'altre costat de la ciutat a uns 3 km al sud-est hi ha les ruïnes de l'antiga ciutat de Hushkapura, fundada pel rei kushan Huvishka, successor de Kanishka.